# Umbilicus Urbis Romae

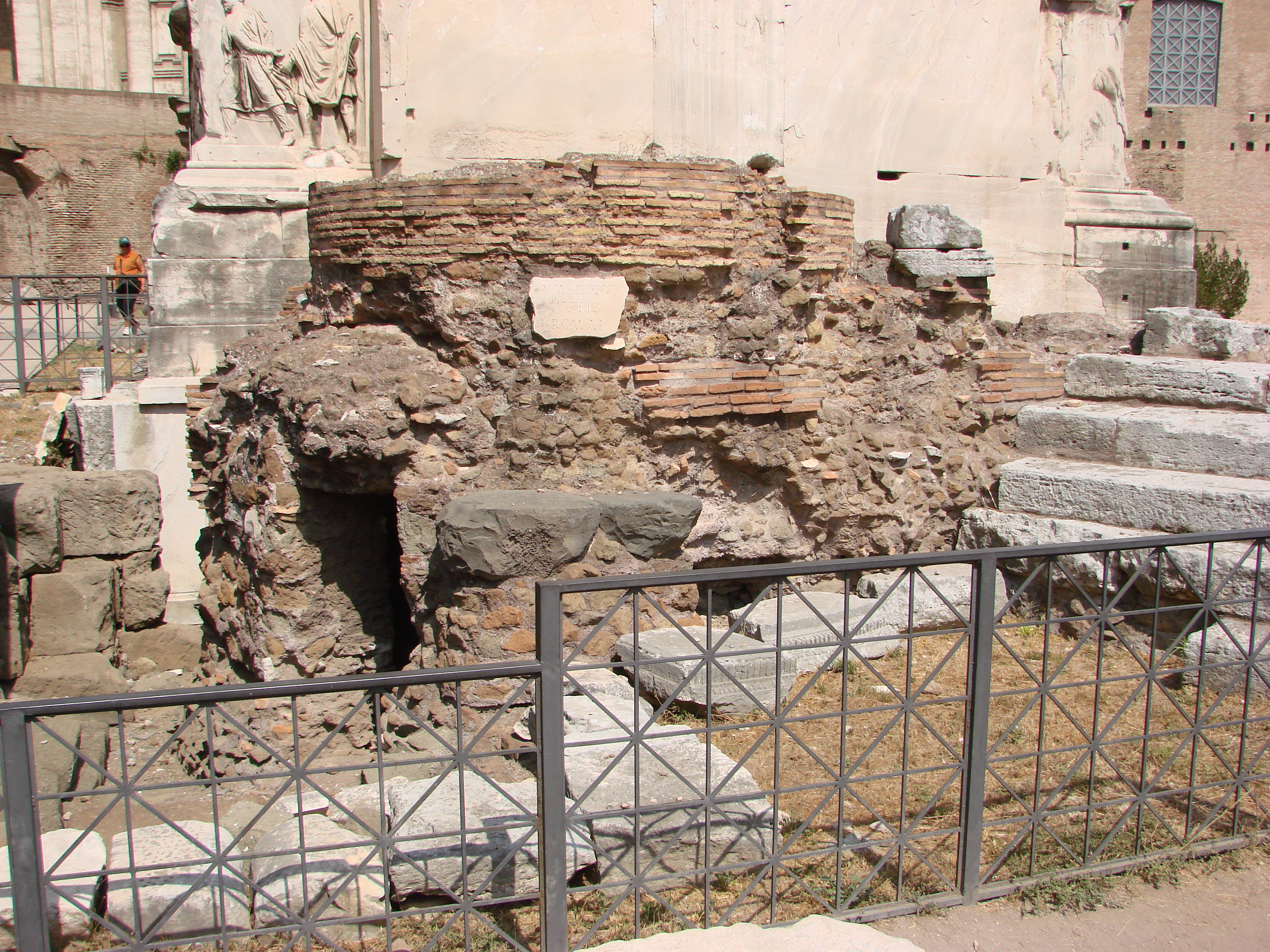
Pępek Świata – stan obecny

Umbilicus Urbis Romae (zwany także Mundus łac. świat, pępek Rzymu albo pępek świata, odpowiednik gr. omfalos) – niewielki, okrągły, ceglany monument, stojący na Forum Romanum, nieopodal Łuku Septymiusza Sewera i Rostry. Wyznaczał centrum Rzymu, a także miejsce kontaktu pomiędzy światem żywych i światem zmarłych. Jego symbolikę wiązano również z historią założenia miasta, dlatego odgrywał ważną rolę w obrzędach z tym związanych.
Jego powstanie datuje się na późny okres republikański.

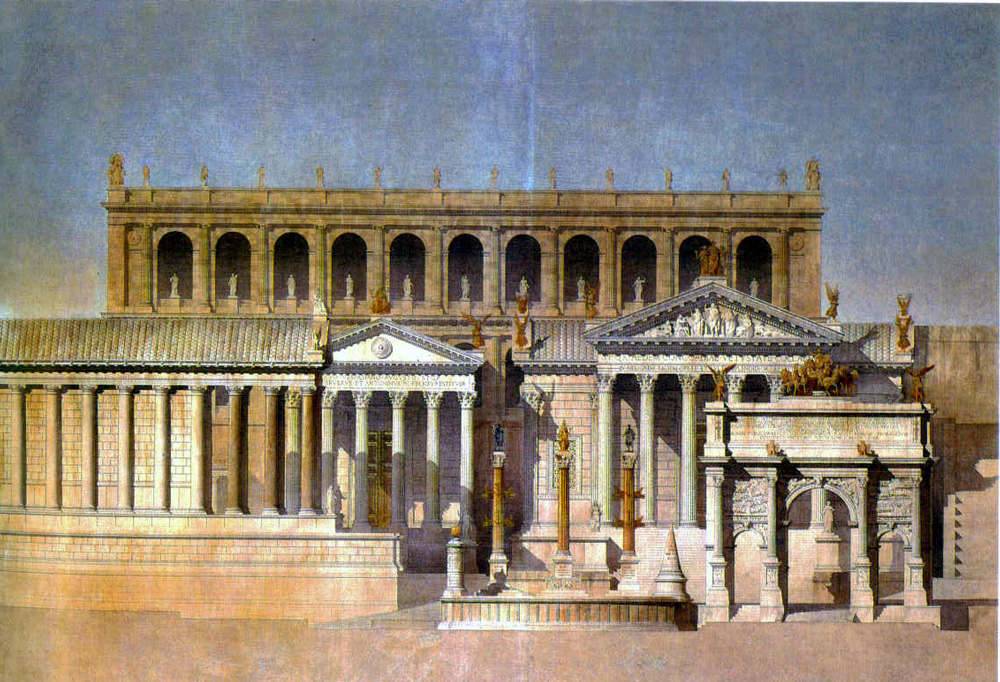
Umbilicus Urbis na Forum Romanum (mały stożek na lewo od łuku Sewera; rekonstrukcja)